# Empirische Kommunikationsforschung
Die Empirische Kommunikationsforschung bemüht sich darum, menschliche Kommunikation mittels Datenerhebung im Feld kategorisierbar zu machen. Die angenommenen Kategorien oder Kommunikationsformen müssen dabei durch im Feld gewonnene Daten belegt werden können. Die Empirische Kommunikationsforschung findet Anwendung in kultur- und geisteswissenschaftlichen Disziplinen wie etwa der Sozio- oder Ethnologie, wo sie zum Beispiel Bestandteil der Netzwerkanalyse sein kann, stößt aber auch im Bereich der Unternehmensforschung auf zunehmendes Interesse. 
Empirisch bedeutet, Erfahrungen über die Realität zu sammeln, zu systematisieren und diese Systematik auf den Gegenstandsbereich der Kommunikationswissenschaft anzuwenden.
Innerhalb der empirischen Verfahren gibt es verschiedene Methoden der Datenerhebung:
- Befragung
- Inhaltsanalyse
- Beobachtung
- Physiologische Messung

Mit der Befragung (schriftlicher Fragebogen, Telefoninterview,…) erhebt man vorwiegend Einstellungen und Meinungen zu einem gewissen Thema. Mit der Inhaltsanalyse versucht man Inhalte der Kommunikation zu analysieren. Bei Beobachtungen steht das natürliche, reale Verhalten im Mittelpunkt des Interesses. Befragung und Inhaltsanalyse sind die am häufigst eingesetzten Methoden der Datenerhebung. Beide Verfahren können experimentell oder nicht-experimentell angelegt werden.
Empirische Kommunikationsforschung als Prozess betrachtet, läuft nach einem festgelegten Schema ab. Man entwickelt eine allgemeine Hypothese, eine Theorie, übersetzt diese in ein empirisches Vorgehen, zum Beispiel  eine Befragung, entwickelt dazu Indikatoren, welche in eine Frage gewandelt werden und aus den Untersuchungsergebnissen versucht man Rückschlüsse auf die ursprüngliche Überlegung zu schließen.
Ziele der empirischen Kommunikationsforschung sind das Beschreiben und Erklären von kommunikationswissenschaftlichen Phänomenen. Hier kann wiederum die deskriptive und die explanative Forschung unterschieden werden. Während sich die erstere auf die systematische Beschreibung bestimmter Phänomene richtet, wie zum Beispiel die konkrete Mediennutzung in der Bevölkerung, beschäftigt sich die explanative Forschung mit Wenn-Dann-Beziehungen zwischen zwei oder mehreren Sachverhalten.